# Ladislav Hahn (1953)
Ladislav Hahn (* 1953) je bývalý český fotbalista, útočník.

## Fotbalová kariéra
V československé lize hrál za Baník Ostrava. Nastoupil ve 4 ligových utkáních, gól v lize nedal. Ve druhé nejvyšší soutěži hrál za VOKD Poruba.

## Ligová bilance
| Ročník                                   | Zápasy | Góly | Klub          |
| ---------------------------------------- | ------ | ---- | ------------- |
| 1. československá fotbalová liga 1971/72 | 1      | 0    | Baník Ostrava |
| 1. československá fotbalová liga 1976/77 | 3      | 0    | Baník Ostrava |
| Česká národní fotbalová liga 1981/82     | 24     | 5    | VOKD Poruba   |
| Česká národní fotbalová liga 1982/83     | 16     | 4    | VOKD Poruba   |
| Česká národní fotbalová liga 1983/84     | 2      | 0    | VOKD Poruba   |
| CELKEM 1. liga                           | 4      | 0    |               |